# Agrilus angulatus
Agrilus angulatus es una especie de insecto del género Agrilus, familia Buprestidae, orden Coleoptera.
Fue descrita científicamente por Fabricius, 1798.